# ボーヌAOC

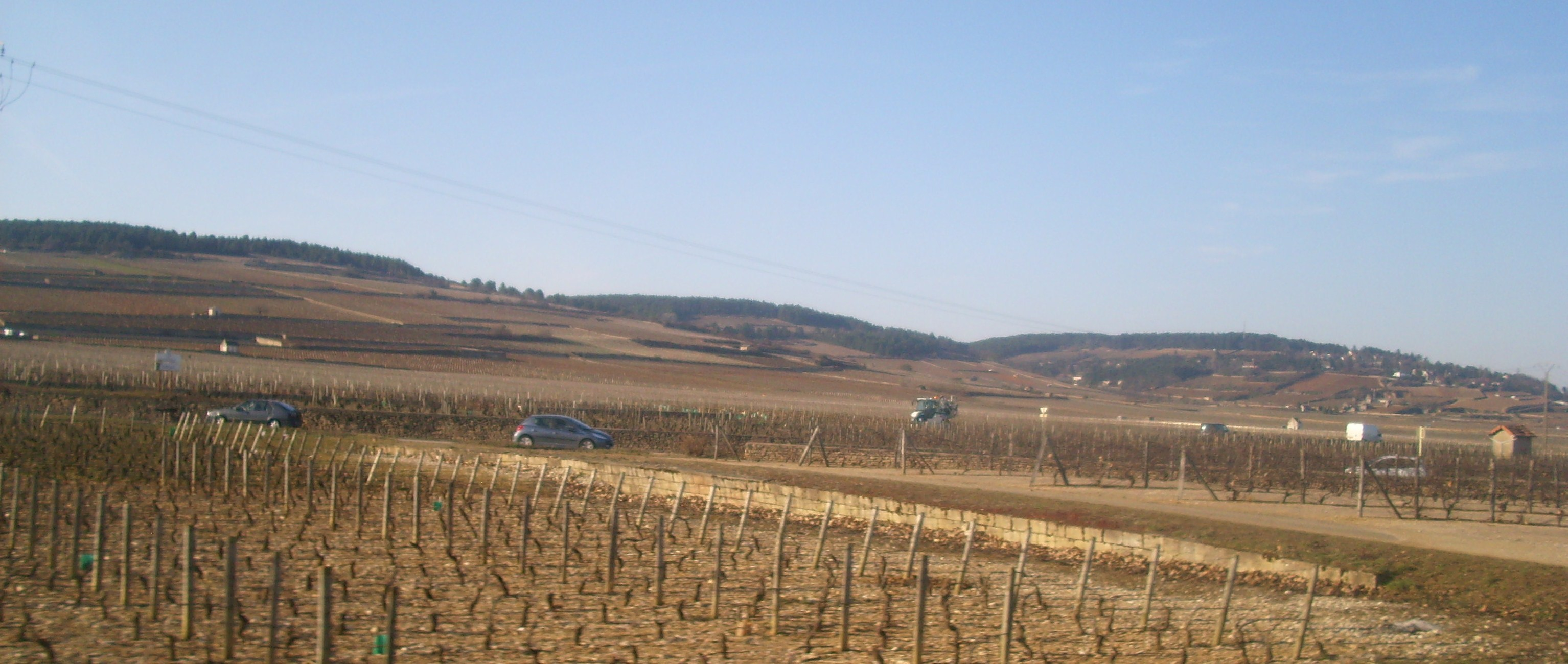
ボーヌのブドウ畑

ボーヌ （Beaune）の畑で生産されるワインは、ボーヌ単独で村名AOCを名乗っている 。
赤ワインは、ピノ・ノワール種のほかに、ピノ・リエボーと、ピノ・グリの使用が認められているが、ピノ・ノワール単独で作られるものが多い。上質なものは、Beaune.1er cru（ボーヌ・プルミエ・クリュ、『プルミエ・クリュ』は1級の意味）を名乗ることができる。
白ワインは、シャルドネ種とピノ・ブラン種で作られる。
「特級」の畑こそ無いが、1級のものでもかなり上質のものがある。